# NGC 6547
NGC 6547 (другие обозначения — UGC 11110, MCG 4-43-1, ZWG 141.48, ZWG 142.1, PGC 61378) — галактика в созвездии Геркулес.
Этот объект входит в число перечисленных в оригинальной редакции «Нового общего каталога».